# Жана Бергендорф
Жана Владимирова Бранкова, по-известна като Жана Бергендорф (на английски: Zhana Bergendorff) с фамилията на съпруга си, е българска поп певица и авторка на текстове със специфични стил и глас. Става известна с победата си в българския X Factor.

## Биография
Жана Бергендорф е родена на 20 октомври 1985 г. като Жана Владимирова Бранкова в София с фамилното име на втория съпруг на майка си.. Започва да пее още от 6-годишна. В рода ѝ музиканти са майка ѝ и нейните баба и дядо. Пяла е в Детския радиохор и детска вокална група „Врабчета“.
Омъжва се през 2007 г. за датчанина корабен инженер Стефан Бергендорф, имат момче Леон. Заминава за Южна Корея през 2010 г. Жана взима решение да се върне в родината си през 2012 г. Скоро след това неин близък приятел я записва за кастингите на „X Factor“ и така влиза в музикалното шоу. По време на предаването Жана не остава нито веднъж на елиминации, на финала побеждава с 69,9 % от гласовете на зрителите.
Вече като изпълнител от музикална компания „Вирджиния Рекърдс“ Жана се присъединява към Рафи, Део, Лео и Играта в българската версия на химна на Световното първенство по футбол „Светът е наш“, заедно с оригиналния изпълнител на песента Дейвид Кори. На 12 юни 2014 г. излиза дебютната ѝ самостоятелна песен „Самурай“, която става най-излъчваната песен в българския ефир в продължение на 5 седмици. По-късно, на 9 декември 2014 г., издава дуетната си песен с Кристо „Играем с теб до края“, която е 3 седмици в общия чарт и 7 поредни седмици оглавява класацията за най-излъчвани български музикални произведения. Следващата ѝ самостоятелна песен „Невъзможни сме сами“ излиза на 7 май 2015 г. и заема челна позиция в чартовете в продължение на 6 седмици и е най-излъчваната песен в българския ефир за 3 поредни седмици. Песента на Моисей „Време“ с нейно участие излиза на 23 октомври 2015 г. и е лидер в класацията на най-излъчваните български песни в продължение на 9 поредни седмици.
Жана е носителка на наградата „Жена на годината 2014“ в категория Сцена/Музика на сп. „Grazia“. Малко след премиерата на „Невъзможни сме сами“ е отличена и за „БГ Дебют“ на Годишните музикални награди на БГ Радио 2015. През 2014 и 2015 г. е в списъка на най-влиятелните популярни личности в България на сп. Forbes.
Участва в „VIP Brother 8“ през есента на 2016 година. По време на участието си Жана признава за дългогодишните си проблеми с наркотиците и употребата на кокаин.
След употреба на кокаин, певицата предизвиква лека катастрофа през 2016 г. с друг автомобил в центъра на София. Пристигналите полицаи на място не установяват наличие на алкохол, но поведението ѝ ги кара да направят тест за наркотици, който излиза положителен за кокаин. При делото градският съд в София ѝ взима книжката за шест месеца и я глобява с две хиляди лева.
На 28 януари 2017 г. Жана Бергендорф представя видеоклип към песента „Докрай“, а малко по-късно същата година се разделя с „Вирджиния Рекърдс“.
На 12 март 2018 г. е обявено, че Жана в група с още четирима певци ще представят България на Евровизия. Equinox завършват на 14 място на финала на конкурса с общ брой точки – 166.
През март 2019 г. Жана и Пламен Бонев представят съвместната им песен на английски език – They Can't Touch Us. Седмици по-късно, на 12 април 2019 г. излиза дуетът на Жана Бергендорф и Дамян Попов – „Едно“. През същата година скрита под маската на „Розата“ завършва на второ място в предаването на Нова телезивизия „Маскираният певец“.

## Песни и видеоклипове
1. Светът е наш (Жана Бергендорф с Дейвид Кори, Рафи, Део, Лео, Играта и Дъ Уърлд) (2014)
2. Самурай (2014)
3. Играем с теб до края (дует с Кристо) (2014)
4. Невъзможни сме сами (2015)
5. Време (дует с Моисей) (2015)
6. Докрай (2017)
7. Bones (2018)
8. They can't touch us (дует с Пламен Бонев) (2019)
9. Едно (дует с Дамян Попов) (2019)